# Argosy (revistă)

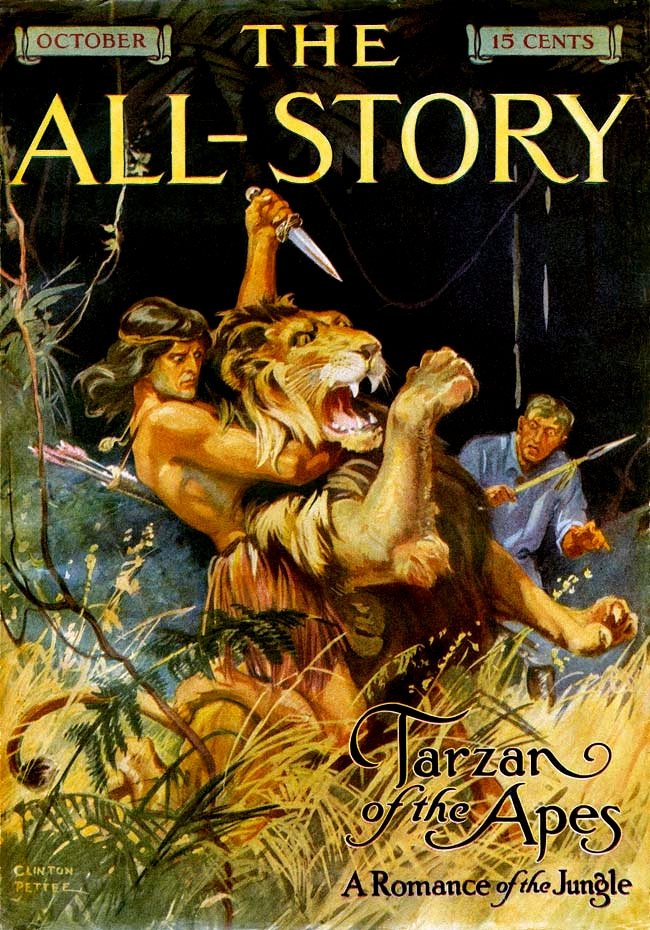
Coperta numărului din octombrie 1912, în care a apărut pentru prima dată personajul Tarzan.

Argosy (denumită ulterior The Argosy și apoi Argosy All-Story Weekly) este prima revistă americană de literatură de consum care a publicat, printre alte genuri, și literatură științifico-fantastică, ca de exemplu Claimed sau Citadel of Fear, ambele de Francis Stevens (pseudonimul lui Gertrude Barrows Bennett) în 1918.
Revista a fost fondată de Frank Munsey și  a apărut în perioada  1882-1978. Revista All-Story a fost o altă ediție a revistei fondată de Frank Munsey. A apărut în ianuarie 1905 și a apărut o dată pe lună timp de unsprezece ani. Trecerea ulterioară la o publicație săptămânală a dus la o schimbare a numelui îm All-Story Weekly (din 1920 a fost unită cu The Argosy și a apărut ca Argosy All-Story Weekly).

## Lucrări publicate prima dată înArgosy
Câteva lucrări literare care au apărut prima dată în revista Argosy, în ordine cronologică.
- A Princess of Mars de Edgar Rice Burroughs, în All-Story Magazine din februarie–iulie 1912
- The Abyss of Wonders de Perley Poore Sheehan, din 1915
- "The Runaway Skyscraper" de Murray Leinster, în numărul din 22 februarie 1919
- The Face in the Abyss de A. Merritt, începând cu numărul din 8 septembrie 1923
- The Ship of Ishtar de A. Merritt, din 1924
- Dwellers in the Mirage de A. Merritt, începând cu numărul din 23 ianuarie 1932
- Carson of Venus de Edgar Rice Burroughs, în 6 numere din 8 ianuarie - 12 februarie 1938
- Earth's Last Citadel de C.L. Moore și Henry Kuttner, în 1943

## Legături externe
- Checklist of Argosy covers
- Founding of the Munsey Publishing House, published in 1907 on their 25th anniversary
- Argosy All-Story Weekly Arhivat în 20 septembrie 2015, la Wayback Machine. Article at the "Newsstand: 1925" website
- A History of The Argosy at the Pulp Magazines Project
- The Golden Argosy (1882-1888) at the HathiTrust
- The Argosy (1888-1920) at the HathiTrust
- Argosy All-Story Weekly (1920-1929) at the HathiTrust
- Altus Press

- en  Istoria publicării lucrării Argosy la Internet Speculative Fiction Database

## Vezi și
- Revistă de literatură de consum
- Listă de reviste de literatură de consum
- Istoria științifico-fantasticului